# 龍伯
龙伯，是中国神话中龙伯国的巨人，也指渔者。

## 文獻记载
- 唐 张说《入海》诗之二：“龙伯如人类，一钓两鼇连。”
- 《三国演义》第四六回：“至若龙伯、海若、江妃、水母，长鲸千丈，天蜈九首，鬼怪异类，咸集而有。”
- 唐 李白《大猎赋》：“龙伯钓其灵鼇，任公获其巨鱼。”
- 清 赵翼《晚泊》诗：“远火晚廻龙伯驾，荒芦寒打雁奴更。”参见“龙伯国”。
- 《列子·汤问》：“龙伯之国有大人，举足不盈数步而暨五山之所，钓而连六鼇。”
- 《山海经·大荒东经》“有波谷山者，有大人之国”
- 晋 郭璞注：“《河图玉版》曰：‘龙伯国人，长三十丈，生万八千岁而死。’”
- 民意《告非难民生主义者》：“是又梁氏所谓犹以千百之僬侥国人，与一二之龙伯国人抗，蔑有济也。”
- 清 魏源《秦淮镫船引》：“十丈长人龙伯国，翻天复地喷波涛。”